# إليسا بالسامو (دراج)
إليسا بالسامو (بالإيطالية: Elisa Balsamo) (و. 1998  م) هي دراجة إيطالية، ولدت في كونيو، شاركت في بطولة أوروبا للدراجات 2016 – سباق الطريق للشابات ‏.

## التصنيف
| السنة     | 2017 | 2018 | 2019 | 2020 | 2021 | 2022 | 2023 | 2024 |
| --------- | ---- | ---- | ---- | ---- | ---- | ---- | ---- | ---- |
| تصنيف UCI | 87   | 19   | 19   | 30   | 12   | 6    | 20   | 6    |
| العالم    | 121  | 44   | 25   | 30   | 15   | 5    | 15   | 5    |
|           |      |      |      |      |      |      |      |      |
| مصدر: UCI |      |      |      |      |      |      |      |      |

## سجل الفوز

### سباقات أو مراحل فاز بها
| التاريخ        | السباق                                                           | المركز                                         |
| -------------- | ---------------------------------------------------------------- | ---------------------------------------------- |
| 01 يناير 2016  | 2016 UEC European Track Championships – women's team pursuit     |                                                |
| 27 مارس 2016   | Gent-Wevelgem féminin U19 2016                                   |                                                |
| 16 سبتمبر 2016 | بطولة أوروبا للدراجات 2016 – سباق الطريق للشابات                 |                                                |
| 14 أكتوبر 2016 | سباق الطريق للشابات في بطولة العالم 2016                         |                                                |
| 14 مايو 2017   | Dwars door de Westhoek 2017                                      | العاشر في التصنيف العام                        |
| 30 يوليو 2017  | Tour de Bochum 2017                                              |                                                |
| 20 أغسطس 2017  | طواف النرويج للسيدات 2017                                        | السابع في تصنيف أفضل شاب                       |
| 10 سبتمبر 2017 | 2017 Giro della Toscana Int. Femminile – Memorial Michela Fanini | السابع في التصنيف العام                        |
| 01 أكتوبر 2017 | Gran Premio Bruno Beghelli Donne 2017                            | الثاني في التصنيف العام                        |
| 01 يناير 2018  | طواف العالم للدراجات للسيدات 2018                                | الرابع في تصنيف أفضل شاب                       |
| 11 مارس 2018   | روند فان درينثي كأس العالم 2018                                  | الخامس في تصنيف أفضل شاب                       |
| 21 أبريل 2018  | Omloop van Borsele 2018                                          | الأول في التصنيف العام                         |
| 07 أكتوبر 2018 | Gran Premio Bruno Beghelli Donne 2018                            | الأول في التصنيف العام                         |
| 12 مايو 2019   | 2019 Trofee Maarten Wynants                                      | الأول في التصنيف العام                         |
| 09 يونيو 2019  | Dwars door de Westhoek 2019                                      | الأول في التصنيف العام                         |
| 28 يوليو 2019  | سباق الطريق للسيدات في بطولة إيطاليا 2019                        |                                                |
| 26 أغسطس 2020  | سباق الطريق لأقل من سنة للسيدات - بطولة أوروبا للدراجات 2020     |                                                |
| 14 مارس 2021   | 2021 GP Oetingen                                                 | الأول في التصنيف العام                         |
| 25 سبتمبر 2021 | سباق الطريق للسيدات في بطولة العالم 2021                         | الأول في التصنيف العام                         |
| 20 مارس 2022   | تروفيو ألفريدو بيندا كومون دي سيتيجليو 2022                      | الأول في التصنيف العام، الأول في تصنيف النقاط  |
| 24 مارس 2022   | ثلاثة أيام من دي بان للسيدات 2022                                | الأول في التصنيف العام، الأول في تصنيف النقاط  |
| 27 مارس 2022   | غنت-وفلجم للسيدات 2022                                           | الأول في التصنيف العام، الأول في تصنيف النقاط  |
| 03 أبريل 2022  | طواف فلاندرز للسيدات 2022                                        | الأول في تصنيف النقاط                          |
| 10 أبريل 2022  | سباق أمستل الذهبي للسيدات 2022                                   | الأول في تصنيف النقاط، الثامن في التصنيف العام |
| 26 يونيو 2022  | سباق الطريق للسيدات في بطولة إيطاليا 2022                        |                                                |
| 03 أكتوبر 2023 | 2023 Tre Valli Varesine Women's Race                             |                                                |
| 17 مارس 2024   | تروفيو ألفريدو بيندا كومون دي سيتيجليو 2024                      | الأول في التصنيف العام، الثاني في تصنيف النقاط |
| 21 مارس 2024   | كلاسيك بروج دي بان للسيدات 2024                                  | الأول في التصنيف العام، الثاني في تصنيف النقاط |
| 16 مارس 2025   | تروفيو ألفريدو بيندا كومون دي سيتيجليو 2025                      | الأول في التصنيف العام                         |
| 09 أبريل 2025  | شيلديبريجس للسيدات 2025                                          | الأول في التصنيف العام                         |

## روابط خارجية
- إليسا بالسامو على موقع الاتحاد الدولي للدراجات (الإنجليزية)
- إليسا بالسامو على موقع أرشيف الدراجات (الإنجليزية)
- إليسا بالسامو على موقع إحصائيات الدراجات الإحترافية (الإنجليزية)
- إليسا بالسامو على موقع CycleBase (الإنجليزية)
- إليسا بالسامو على موقع اللجنة الأولمبية الدولية (الإنجليزية)
- إليسا بالسامو على موقع أوليمبيديا (الإنجليزية)
- إليسا بالسامو على موقع اللجنة الأولمبية الإيطالية (الإيطالية)